# Daniele D'Anza
Daniele d'Anza (Milà, 22 d'abril de 1922 - Roma, 12 d'abril de 1984) fou un director i guionista de ràdio i televisió italià. Força actiu en televisió, fou guionista i regidor de sèries italianes com Il segno del comando, L'amaro caso della baronessa di Carini, Madame Bovary i Vita col padre e con la madre.

## Biografia
Va estudiar ciències polítiques a la Universitat de Pavia i abans de la guerra va publicar crítica teatral a la revista Platee. El 1946 va dirigir a Milà l'obra de teatre antimilitarista Venticinque metri di fango i va suscitar diverses controvèrsies i una apreciació crítica. Una altra de les seves obres, la revista  Tempo di musica, una sàtira de la història italiana entre els anys de les dècades de 1930 i 1950, va ser fortament censurada, primer va ser prohibida i només es va permetre després d'haver rebut fortes retallades.
És considerat pioner de la televisió italiana, en la que va treballar des de principis de la dècada de 1950, quan la RAI va iniciar la seva difusió experimental abans de començar el servei de televisió habitual. Va dirigir diverses sèries de televisió amb èxit, en particular Il segno del comando (1971) i L'amaro caso della Baronessa di Carini (1976). El seu darrer treball, la minisèrie La ragazza dell'addio fou emesa per la RAI pòstumament, dos mesos després de la seva mort. També fou força actiu en el cinema, en el que fou autor de guions com el de la pel·lícula de Michelangelo Antonioni Cronaca di un amore (1950). Va rebre un dels Premis Ondas 1960.

## Filmografia

### Cinema

#### Director
- Giove in doppiopetto (1954)
- I piaceri del sabato notte (1960)
- Pugni pupe e marinai (1961)

#### Guionista
- Cronaca di un amore (1950)
- Le due verità (1951)
- Tam tam Mayumbe (1955)
- I girovaghi (1956)

### Televisió
- Teatrino in scatola de Jacques Lecoq, 1954.
- Il telecipede d'Antonio Amurri, Carlo Romano, Gianni Isidori, Sergio Ricci e Dino Verde, quindicinale[5]
- Il Mattatore, 1959.
- La bisbetica domata (1954) comèdia
- Romanzo (1956)
- L'ex alunno (1957) Film TV
- Orgoglio e pregiudizio (1957) sceneggiato
- Notte sull'Atlantico, 1958.
- Il novelliere: The picture of Dorian Gray (1958)
- Le avventure di Nicola Nickleby (1958)
- La bisbetica domata (1958)
- Aprite: polizia!, minisèrie televisiva, 6 episodis, del 9 d'agost al 13 setembre 1958.
- Vita col padre e con la madre (1960)
- Paura per Janet (1963)
- Questa sera parla Mark Twain (1965)
- Scaramouche (1965)
- La coscienza di Zeno (1966)
- Melissa (1966) sceneggiato
- Il latitante (1967)
- Il tuttofare (1967)
- Il grande maestro (1967)
- Don Giovannino (1967)
- La scommessa (1967)
- Totò Ciak (1967)
- Totò a Napoli (1967)
- Totò Ye Ye (1967)
- Premio Nobel (1967)
- Non cantare, spara (1968)
- Svegliati e canta (1968) drama de Clifford Odets
- Giocando a golf una mattina (1969)
- Antonio Meucci cittadino toscano contro il monopolio Bell (1970)
- Coralba (1970)
- Il segno del comando (1971)
- Il giudice e il suo boia (1972)
- Il sospetto (1972)
- Joe Petrosino (1972)
- ESP (1973)
- Ho incontrato un'ombra (1974)
- Accadde a Lisbona (1974)
- L'amaro caso della baronessa di Carini (1975)
- Extra (1976)
- L'ultimo aereo per Venezia (1977) sceneggiato
- Petrosino (1978)
- Madame Bovary (1978)
- I racconti fantastici di Edgar Allan Poe (1979)
- Orient-Express (1979)
- L'ospite inatteso (1980)
- Illa: Punto d'osservazione (1981)
- La sconosciuta (1982)
- La ragazza dell'addio (1984) minisèrie
- Piccolo mondo moderno (1984)